# Federico Magallanes
Gerardo Federico Magallanes González (Montevideo, 1976. augusztus 28. –) uruguayi válogatott labdarúgó.

## Pályafutása

### Klubcsapatban
Montevideóban született. 1994-ben a Peñarolban kezdte a pályafutását, ahol két évet töltött és három bajnoki címet szerzett. 1996-ban Olaszországba szerződött az Atalanta csapatához, ahol 1998-ig játszott. Abban az évben leigazolta a Real Madrid, de nem lépett pályára egyetlen mérkőzésen sem. 1999 és 2001 között a Racing Santander játékosa volt, közte egy rövid időre hazatért a Defensor Sportinghoz is. 2001 és 2003 között Olaszországban futballozott a Venezia (2001–02) és a Torino (2002–03) csapatában. A 2003–04-es idényben 5 mérkőzésen szerepelt a Sevilla színeiben. A 2005–06-os idényben az Eibar, a 2006–07-es szezonban a francia Dijon játékosa volt. 2009-ben a Mérida csapatában fejezte be a pályafutását. 

### A válogatottban
1995 és 2002 között 26 mérkőzésen szerepelt az uruguayi válogatottban és 6 gólt szerzett. Részt vett az 1999-es Copa Américán és a 2002-es világbajnokságon, ahol a Dánia és a Franciaország elleni csoportmérkőzésén csereként lépett pályára.

## Sikerei, díjai
Peñarol
- Uruguayi bajnok (3): 1994, 1995, 1996

Uruguay
- Copa América ezüstérmes (1): 1999